# Stazione di Eden
La stazione di Eden era una stazione ferroviaria tedesca, posta sul tronco comune alle linee Nauen-Oranienburg e Velten-Oranienburg. Serviva la località di Eden, nel territorio comunale di Oranienburg.